# Guy-Daniel Tremblay
Pour les articles homonymes, voir Tremblay.
Guy-Daniel Tremblay est un acteur québécois.

## Filmographie
- 1992 : L'Automne sauvage de Francis Leclerc : Bill
- 1996 : Karmina de Francis Leclerc : policier #2
- 1996 : Joyeux Calvaire de Denys Arcand : le policier du métro
- 1999 : Le Dernier Souffle de Richard Ciupka : policier
- 2000 : Un petit vent de panique de Pierre Greco : Steve
- 2002 : Arrête-moi si tu peux (Catch Me If You Can) de Steven Spielberg : policier français
- 2003 : La Grande Séduction de Jean-François Pouliot : Rolland Lesage
- 2004 : Premier juillet, le film de Philippe Gagnon : voix
- 2004 : Mémoires affectives de Francis Leclerc : gérant de caisse
- 2007 : La Belle Empoisonneuse de Richard Jutras : un inspecteur
- 2008 : Un été sans point ni coup sûr de Francis Leclerc : Fern
- 2011 : Le Colis de Gaël d'Ynglemare : Hammer
- 2011 : La Peur de l'eau de Gabriel Pelletier : Alcide Petitpas
- 2017 : Pieds nus dans l'aube de Francis Leclerc : le curé
- 2019 : Cimes de Daniel Daigle : le notaire

## Télévision
- 1993 : Les grands procès : Patrick Simard
- 1994 : Scoop III
- 2001 : Fortier : Gardien de prison
- 2007 : Kaboum, émission jeunesse à Télé-Québec : Fernand
- 2009 : Chabotte et fille : Gilles Lévesque
- 2011 : Mirador : L'actionnaire Raymond
- 2014 : Les Beaux Malaises : Maurice électrique
- 2015 : Mensonges : Jérôme Ouellet, chef de chantier

## Récompenses
- 2003 : Prix Janine-Angers pour son rôle de Trivelin dans La Double Inconstance